# Будковский сельский совет (Кременецкий район)
Будковский сельский совет (укр. Будківська сільська рада) — входит в состав
Кременецкого района
Тернопольской области
Украины.
Административный центр сельского совета находится в 
с. Будки.

## Населённые пункты совета
- с. Будки
- с. Валигуры
- с. Комаровка